# ゼネラルエレクトリックビル
ゼネラルエレクトリックビル (General Electric Building) はアメリカ合衆国ニューヨーク市マンハッタン区ミッドタウンにある超高層ビルである。ロックフェラー・プラザ30番のGEビルと紛らわしくないように、その住所であるレキシントンアベニュー570番 (570 Lexington Avenue) と呼ばれることもある（GEビルはのちに「コムキャストビル」と改称）。

## 概要
ゼネラルエレクトリックビルは、レキシントン・アベニューと51丁目 (en) の南西の角に建つ、歴史的な50階建て高さ200mの超高層ビルである。クロス・アンド・クロス (en) のジョン・W・クロス (en) によって1931年に設計された当初の名前はRCAビクター・ビル (RCA Victor Building) であった。このビルはRCAからGEへと竣工するより前に譲渡された。
このビルはパーク・アベニューに面したセント・バーソロミュー教会 (en) のビザンチン様式の低層ドームの背後にそびえ、同じサーモンレンガ色でそろえられている。しかし、レキシントン・アベニューから見ると、50階建てのゴシック様式の塔は目立って高く、独自の個性を持っている。このビルは古典アール・デコによる単純化を通した力という視覚的なメッセージをはなっている。建物の基礎には精巧で豊富なレンガ細工、建築的な人物彫像、正面入り口の上の角には曲線のGEロゴの付いた目のひく時計および銀色の肉体のない前腕の対が施されている。ビルの頂上部はゴシック様式のはざま飾りがダイナミックに施されているが、これは電波を表現していることになっており、夜には内側から照らし出される。

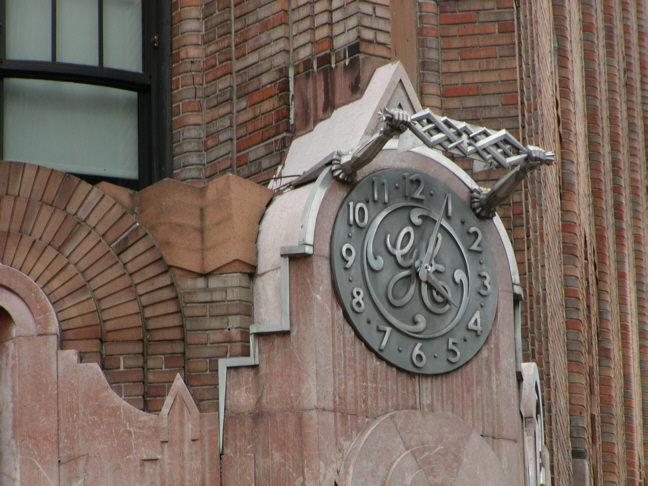
ゼネラル・エレクトリック・ビル（近景）

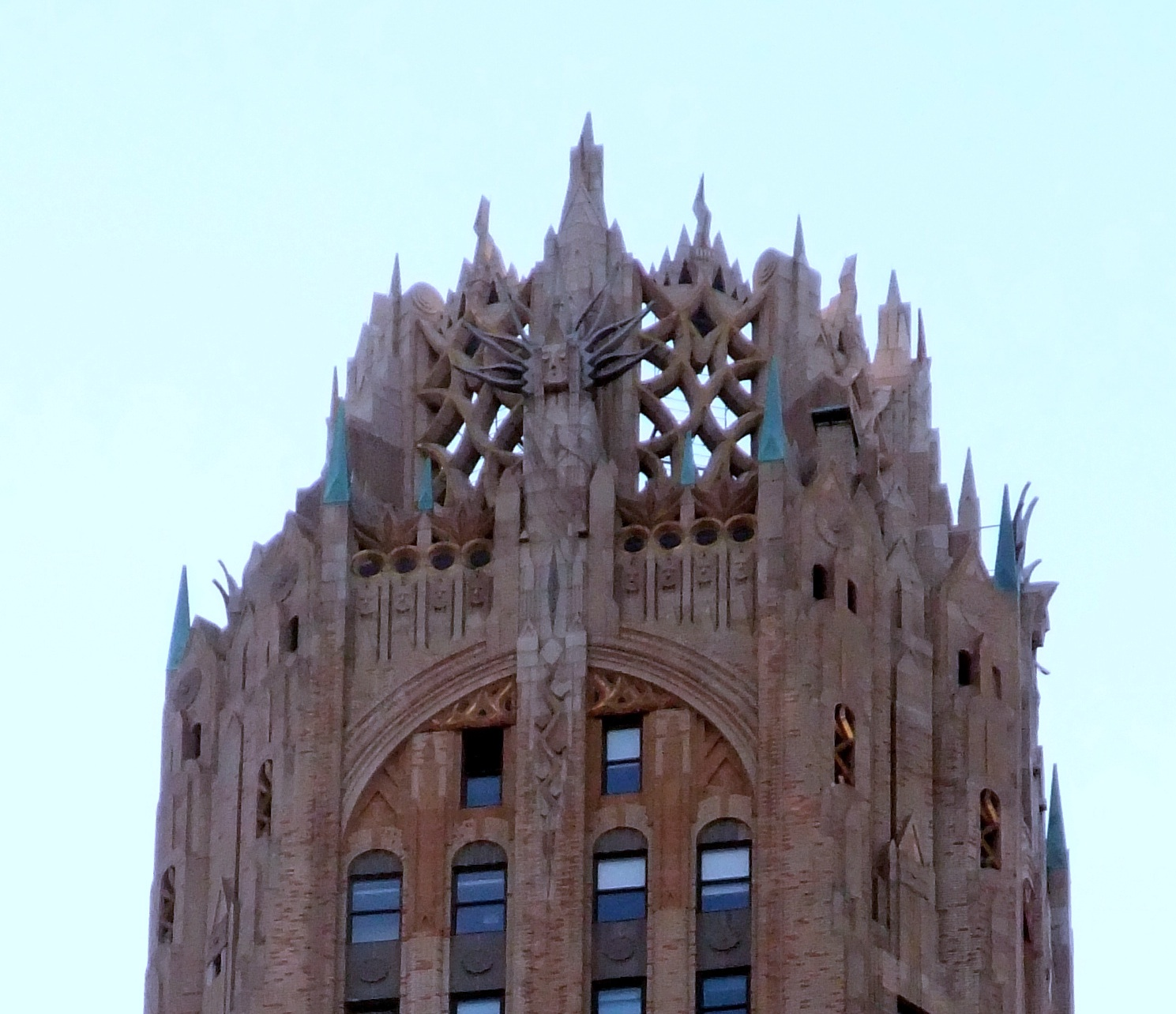
"電波"をデザインしたビルの頂上部

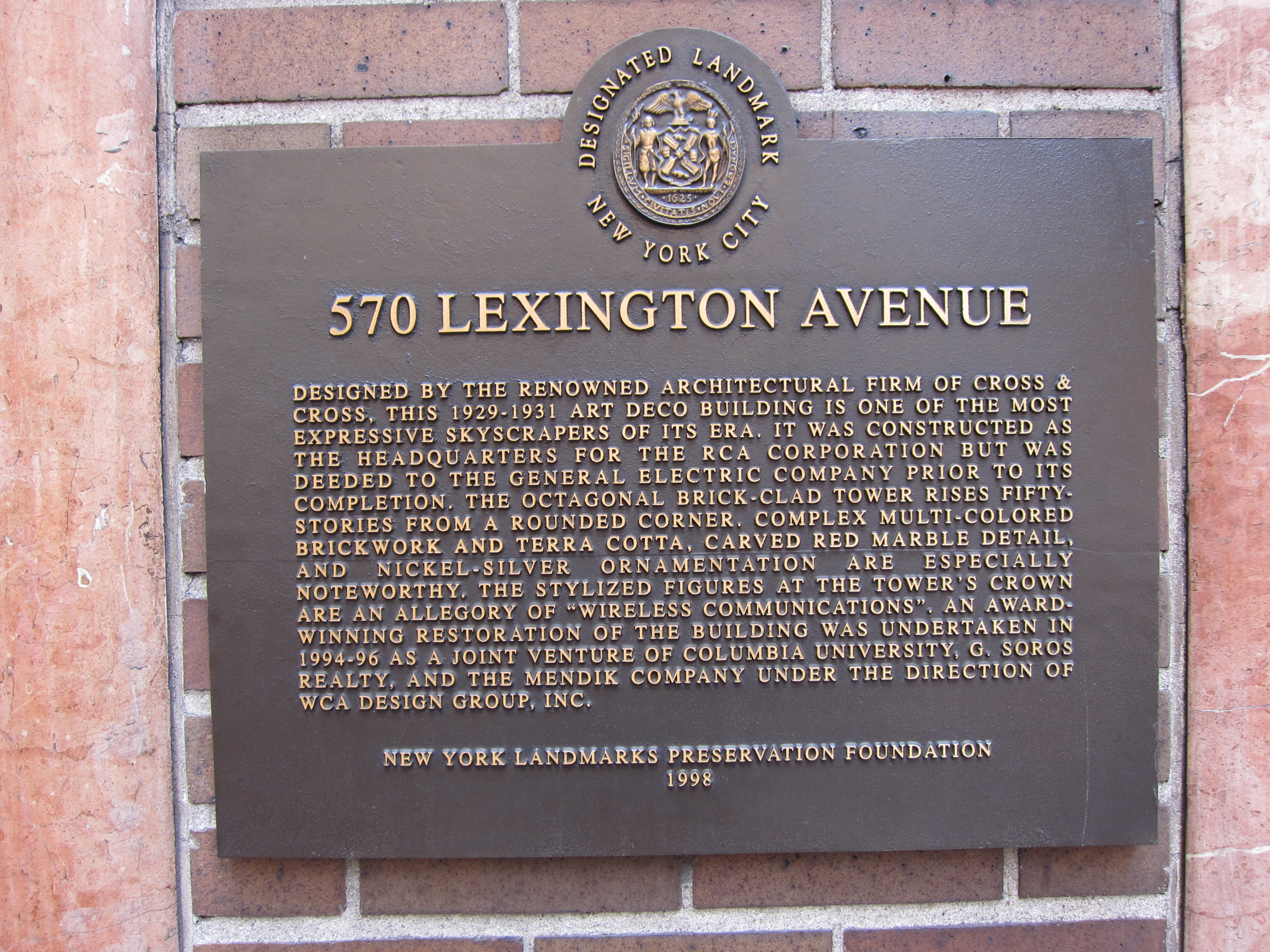
ビルの飾り額

## ポピュラーカルチャーにおけるゼネラルエレクトリックビル
このビルは2005年の映画Mr.&Mrs. スミスに登場し、アンジェリーナ・ジョリー演じるアサシンとして働くジェーン・スミスによって、I-Tempと呼ばれる任務における陰謀活動がスイートルーム5003で行われる。